# 阿提克·拉希米
阿提克·拉希米（1962年2月26日—），生于喀布尔，阿富汗作家。1984年因政治原因离开阿富汗。主要写有小说《土与尘》，电影剧本《阿公带我回家》等。2008年他的小说《有耐心的石头》获得龚古尔文学奖。